# 콘텐츠 투어리즘
콘텐츠 투어리즘(일본어: コンテンツツーリズム, 영어: Contents tourism), 또는 아니메 투어리즘(일본어: アニメツーリズム은 문화콘텐츠의 시청자가 자발적으로 콘텐츠의 배경지를 방문하는 인터넷 성지순례의 일종이다. 대한민국에서는 문화콘텐츠관광으로도 표기되기도 한다.

## 개요
일본의 콘텐츠관광 학자들은 콘텐츠관광의 유래를 17세기 일본의 사찰순례전통으로 돌리기는 하지만, 실제적으로 관련된 정착이 생긴 것은 1970년대 들어서다. 이 시기 여성이 관광의 주체로 조명되면서, TV드라마의 촬영지를 배경으로 한 문화콘텐츠관광이 등장하기 시작했다. 이러한 흐름은 2003년 겨울연가의 일본 내 방영으로 최대치가 되어 대한민국의 관광 활성화로도 이어졌다.
그러나 콘텐츠관광이 실제적으로 관심을 끌기 시작한 것은 교토 애니메이션이 2007년 《럭키☆스타》, 2008년 《케이온!》 등의 애니메이션을 발표하면서부터이다. 이 두 곳의 관광지를 배경으로 애니메이션 팬들이 좋아하는 애니메이션의 배경지를 찾는 현상이 일본 내에서 사회 현상이 되기 시작했다.
현재 콘텐츠관광은 일본에서 주요 연구대상이 되고 있으며, 일본국 정부도 민관 협동으로 (일사)아니메투어리즘협회를 만들어 콘텐츠관광지에 인바운드 관광객이 입국하도록 촉진하고 있다.

## 전개
콘텐츠관광이라는 단어가 처음으로 등장한 것은 2005년 일본 국토교통성 · 경제산업성 · 문화청이 함께 《영상 등 콘텐츠의 제작 · 활용에 따른 지역진흥방식에 관한 조사》(일본어: 映像等コンテンツの制作・活用による地域振興のあり方に関する調査報告書)보고서다:25.
2007년 2~3기에 《럭키☆스타》가 방영되면서 방영 배경지로 사이타마현에 있는 구 와시노미야정이 주목받게 되었다.
한편 2019년 7월 18일, 교토 애니메이션 방화 사건이 발생하면서 콘텐츠관광지를 다수 배출한 교토 애니메이션의 제작자가 다수 사망하였다.

## 사례
- 럭키☆스타[1]:65-83[4]
- 케이온![4]
- 그날 본 꽃의 이름을 우리는 아직 모른다[5][1]:84-99
- 명탐정 코난[4][6]:16-19

## 주 및 참고 문헌
1. 1 2 3  大谷尚之; 松本 淳; 야마무라 타카요시 (2018년 10월 1일). 《コンテンツが拓く地域の可能性》 (일본어). 同文館出版. ISBN 978-4-495-39021-1.
2. ↑  国土交通省; 経済産業省; 文化庁 (2005). “映像等コンテンツの制作・活用による地域振興のあり方に関する調査” (일본어). 2018년 4월 18일에 원본 문서에서 보존된 문서. 2019년 8월 31일에 확인함.
3. ↑  “京都府京都市伏見区で発生した爆発火災（第11報）” (PDF) (일본어). 일본 소방청 재해대책실. 2019년 8월 5일. 2019년 8월 10일에 원본 문서 (PDF)에서 보존된 문서. 2019년 8월 31일에 확인함.
4. 1 2 3  윤수현. “문화적 경험을 극대화하기 위한 관광 유형으로서 ‘콘텐츠 투어리즘’의 가능성과 활성화 방향에 관한 연구”. 《차세대 인문사회연구》 (동서대학교 일본연구센터) (14): 321-337.
5. ↑  조규현 (2017). “아니메 투어리즘에 의한 지역문화콘텐츠의 가능성: 사이타마현의 사례를 중심으로”. 《한림일본학》 (한림대학교 일본학연구소) (31): 120-138. doi:10.18238/HALLYM.31.6.
6. ↑  윤은호 (2016). “웹컬처 콘텐츠 기반 지역관광을 통한 문화도시 구축 사례 연구”. 《人文學硏究》 (인천대학교 일본학연구소) (26): 3-35.